# Забытые девушки
«Забытые девушки» (фр. Les Oubliées) — французский мини-сериал из шести 52-минутных эпизодов, созданный Эрве Адмаром и Марком Эрпу, впервые транслировался с 19 января по 2 февраля 2008 года на канале France 3. Сериал — первая совместная работа Эрве Адмара и Марка Эрпу.

## Сюжет
Действие происходит на севере Франции в Булони. В течение 15 лет в городе и его окрестностях исчезли шесть девушек. Их тела не были найдены. После каждого исчезновения между Лиллем и Булонь-сюр-Мер кто-то оставлял одежду пропавшей, тщательно выстиранную, отутюженную и сложенную, в пакете с одеждой каждый раз находили белую фарфоровую статуэтку Девы Марии.
Капитан Кристиан Жанвье 15 лет занимается расследованием серии этих исчезновений. В конце-концов в группе по расследованию остается только он. В течение многих лет его преследуют образы тех, кого он называет «Забытыми». Постепенно ему кажется, что он заболевает, у него развивается амнезия, коллеги смеются над ним, а семейная жизнь разлаживается, но он упорно ищет Забытых, несмотря ни на что.

## В ролях
- Жак Гамблен: капитан Кристиан Жанвье
- Фабьен Айса Бусетта[фр.]: второй лейтенант Оливье Дюкур
- Натали Безансон[фр.]: Сюзанна Жанвье
- Присцилла Атталь (фр. Priscilla Attal): Каролина Жанвье
- Фредерик Бурали: Буржо
- Арсен Жироян[фр.]: Ролан Герен
- Дидье Констан: жандарм Эрман
- Уильям Надилам: судья Гальбер
- Анни Бертин: мадам Жюинар
- Вероник Бийя: Лиза
- Эрик Боникатто: отец Алисы
- Морган Кабот: Клара
- Элен Дарра: Катрин

## Создание
Авторы сериала подобно Дэвиду Финчеру в его фильме «Зодиак», обращаются к образу человека, погруженного в процесс расследования уголовного преступления до одержимости. Так создавалась история Кристиана Жанвье, ведущего дело о пропавших девушках 15 лет.
По словам Марка Эрпу, в настоящее время «мы являемся потребителями сериалов», сериалов, в основном, американских. Сложилась настоящая сериальная культура, и она оказывает влияние на творчество, в том числе и создателей «Забытых девушек». В интервью, данном Эрпу и Адмаром ресурсу DVDseries.net, последний задавался вопросом, по какой причине непопулярны французские сериалы, что надо сделать, чтобы зритель снова обратился к ним. Он считает, что не стоит создавать французские двойники американских сериалов. Традиция французского детективного фильма сформировалась в творчестве Сименона, Шаброля, остается только перевести её на современный язык.
Адмар отмечает, что каждый эпизод в составе сериала — законченная маленькая история, он должен подогревать интерес в зрителе и немного раздражать его, быть таким, чтобы зритель захотел вернуться к нему через некоторое время. Однако индивидуальность каждого эпизода, ритм, свойственный ему, не должны дробить целое — большую историю, представляющую собой художественный фильм, которая состоит из маленьких. Шесть сценариев шести эпизодов создавались в течение полутора лет. Соавторы встречались в кафе ежедневно в определённое время, с 11 до 17 часов они работали над сценарием. Основным автором 1, 3 и 5 серии стал Адмар, остальных серий — Эрпу. Работая, они прежде всего заботились о том, какое визуальное воплощение получит действие.
Стеснённый в средствах, а также исходя из эстетических соображений, Адмар принял решение вести съемки камерой, которую оператор держал на плече. Изображение получилось немного смазанным, «дрожащим».
Сериал получил отличные отзывы критиков, но собрал на France 3 небольшую зрительскую аудиторию.

## Эпизоды
1. Анна, пропала 4 мая 2004 года
2. Изабель, пропала 22 марта 1996 года
3. Алис, пропала 20 июня 2000 года
4. Натали, пропала 2 мая 1991 года
5. Эльза, пропала 25 мая 2005 года
6. Катрин, пропала 21 марта 2003 года